# タレス

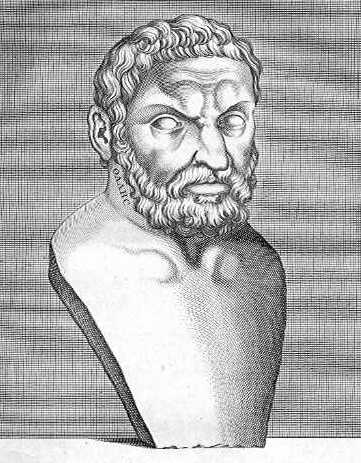
タレス

タレス（タレース、古希: Θαλής、羅: Thalēs、紀元前624年頃 - 紀元前546年頃）は、古代ギリシアの哲学者であり数学者。ミレトスのタレス（古希: Θαλής ὁ Μιλήσιος）とも呼ばれる。

## 概要
タレスは、ソクラテス以前の哲学者の一人で、西洋哲学において、古代ギリシアの記録に残る最古の（自然）哲学者であり、イオニアに発したミレトス学派の始祖である。また、ギリシャ七賢人の一人とされる。
ソクラテス以前の哲学者の全てがそうであるように、タレス自身が直接書いた著作・記録は残っておらず、古代の著作・記録でタレスに言及したもの（断片、特にディオゲネス・ラエルティオスによる）から、その思想を推察することしかできない。
小アジア、イオニアのミレトスのフェニキア人のテリダイ一族の名門の家系から生まれた。政治活動に従事したのち自然の研究に携わるようになる。彼は多才な人物であったが、特に測量術や天文学に通じており、ヘロドトスによればその知識を用いて日食を予言したといわれている（タレスの日食参照）。これは天文学上の計算から紀元前585年5月28日と考えられる。また地面に映った影と自分の身長とを比較して、ピラミッドの高さを測定したとも言われている。
彼の故郷ミレトスは小アジアのエーゲ海沿岸に位置し、ホメロスの活動した土地でもある。イオニアは地理的に東方と西方文化の十字路に位置しており、エジプトやバビロンの数学や自然科学も流入していたと考えられ、そうした文化的素地がタレス、アナクシマンドロス、アナクシメネスらのミレトス学派が発生する母胎となったと考えられている。
彼が「最初の哲学者」に位置付けられるのは、アリストテレス『形而上学』でそう位置付けられたことに由来する。タレスは、それまでは神話的説明がなされていたこの世界の起源について、合理的説明をはじめて試みた人物だった。すなわち彼は万物の根源（アルケー）を「水」（ὕδωρ、hydōr）と考え、存在する全てのものがそれから生成し、それへと消滅していくものだと考えた。そして大地は水の上に浮かんでいるとした。世界は水からなり、そして水に帰るという説を唱えたのだった。
最期は体育競技を観戦していて、暑熱と渇き、または老衰によって死亡したとされる。

## タレスの定理
タレスは「半円に内接する角は直角である」という定理を証明した最初の人物とされる（この定理はタレスの定理と呼ばれる）。タレスの定理自身はいわゆる円周角の定理の特別な場合である。タレスの「幾何学の五定理」ともいわれ、以下の5つで構成される：
1. 円は中心点を通る直線で二等分される
2. 二等辺三角形の両底角は等しい
3. 交差する直線の対頂角は等しい
4. 三角形は底辺と両底角で定められる
5. 半円に内接する三角形は直角三角形である

## 逸話
- 貧乏のゆえに哲学は何の役にも立たぬものであると非難されたタレスは、次のオリーブの収穫が豊作であろうことを天文学から予期し、まだ冬の間にミレトス（小アジアの西）、キオス（ミレトス沖の島）の全てのオリーブの圧搾機械を借り占めておいた。すると、収穫の時期が来たときに多くの人が彼に機械を貸し出す事を要求したので、莫大な利益を得る事になった。こうしてタレスは、彼が欲するなら金持ちになる事は可能であるが、そのような事は関心にない事を示したという。なお、この逸話はデリバティブ（の一種であるオプション取引）の嚆矢とされる。

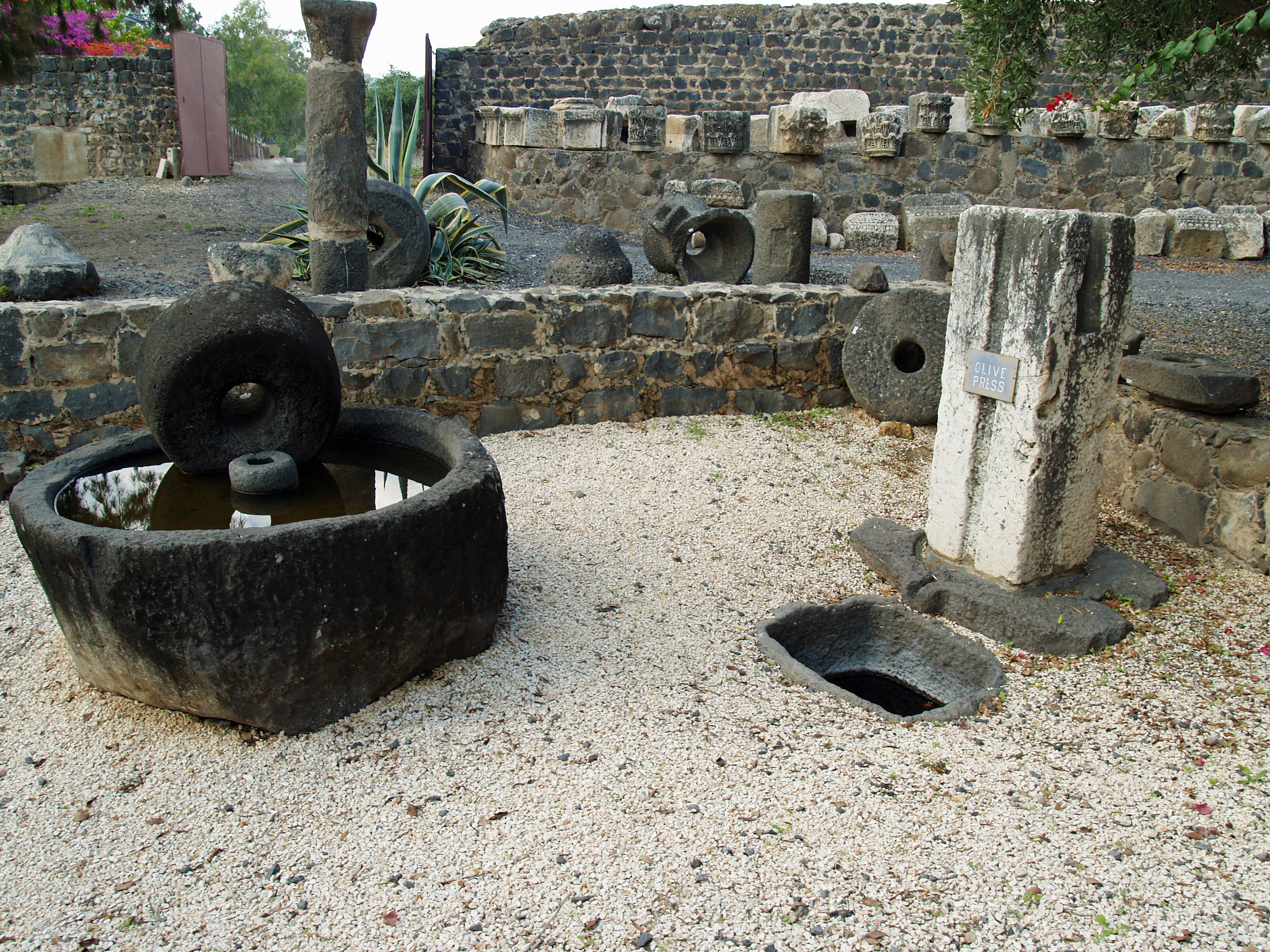
カペナウムにあるオリーブ工場跡にはタレスの買い占めた圧搾機が残っている

- 母親が彼にむりやり妻を娶らせようとしたとき、「まだその時ではない」と彼は答えた。その後、盛りを過ぎてから迫ると「もうその時ではない」と答えた。
- プラトンが伝える有名な逸話に、夜空を見上げ天文の観察に夢中になるあまり、溝（あるいは穴）に落ちてしまった、というものがある。そばにいた女性（若い女性とも老婆とも言われる）に、「学者というものは遠い星のことはわかっても自分の足元のことはわからないのか」と笑われたと言う。
- ある日、彼がロバの背に塩を積んで市場に売りに行く途中、川を渡る時にロバがつまずいて転び、塩は川に溶けて流れてしまった。翌日も同様に塩を積んで市場へ向かったが、川を渡る時にロバはまたつまずいた。ロバは川でつまずくと荷が軽くなることを覚え、わざとつまずいたのだった。一計を案じたタレスはその翌日、ロバの背に海綿を積んで市場へ向かった。今度もロバはつまずいたが、海綿は水を吸って重くなった。それ以後、ロバがつまずくことはなくなったという（塩を運ぶろば参照）。
- 真実と嘘はどれほど隔たっているのかと尋ねられた時、「目と耳の間ほど」と答えた。
- 姦通を犯した男が、自分は姦通していないと誓うべきかどうかと訊ねたのに対して、「偽誓は姦通よりは悪くない」と答えた。
- 何が困難な事かと訊かれ、「自分自身を知る事だ」と答え、何が容易なことかという問いには「他人に忠告する事だ」と答えた。